# Witkruinkievit
De witkruinkievit (Vanellus albiceps) behoort tot de familie van kieviten en plevieren (Charadriidae).

## Verspreiding en leefgebied
Deze soort komt voor van Senegal tot Zuid-Soedan en Angola, van Tanzania, Zambia tot Mozambique en Zuid-Afrika.